# Тарасовичі (Вілейський район)
Тарасовичі (біл. вёска Тарасоўічы) — село в складі Вілейського району Мінської області, Білорусь. Село підпорядковане Іжовській сільській раді, розташоване в північній частині області.